# ピルビン酸デカルボキシラーゼ
ピルビン酸デカルボキシラーゼ（pyruvate decarboxylase, PDC）は、ピルビン酸から二酸化炭素を遊離させアセトアルデヒドを得る反応を触媒する除去付加酵素である。酵母などの行うエタノール発酵に関わっている。ピルビン酸以外にもα-ケト酸であれば基質とすることができ、組織名は2-oxo-acid carboxy-lyase (aldehyde-forming)である。
 {\displaystyle \rightleftharpoons }  + CO2

## 構造
分子量およそ60kDaのペプチドがホモ2量体で機能しており、さらに2組みが緩く結合している。

## 性質
補因子としてチアミン二リン酸とマグネシウムイオンを要求する。